# Babramyniczy
Babramyniczy (biał. Бабрамынічы; ros. Бобромыничи, Bobromyniczi) – wieś na Białorusi, w obwodzie witebskim, w rejonie orszańskim, w sielsowiecie Smolany, przy linii kolejowej Orsza – Lepel.